# Ar Ramtha
Ar Ramtha (en árabe: الرمثا‎)  es una ciudad en la gobernación de Irbid, en Jordania. Tiene una población de 155.693 habitantes (censo de 2015). Se encuentra al noroeste de Amán.

## Historia

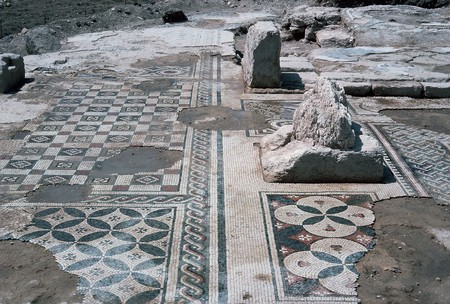
Yacimiento arqueológico en Ar Ramtha

El Imperio Romano utilizó Ar Ramtha como un centro remoto para artícular sus colonias. Se han descubierto ruinas de edificios y restos de antigüedades romanas en diferentes partes de Ar Ramtha. Durante la expansión Islámica, Ar Ramtha, que estaba en el territorio de Houran, era un puerto para los estudiosos musulmanes que cruzaban Siria y Al-Hijaz. Históricamente y sociológicamente, la ciudad es gemela a la ciudad de Daraa en Siria, que se localiza al otro lado de la frontera.
En 1596 apareció en los registros de impuestos Siria otomana bajo el nombre de Ramta (Ramta), siendo parte del nahiya  de Butayna en el Qada de Hauran.  Tenía una población enteramente musulmana que consistía de 16 hogares y 3 solteros. Pagaron un impuesto fijo del 40% sobre los productos agrícolas, incluidos el trigo, la cebada, los cultivos de verano, las cabras y las colmenas; Un total de 2.740 akçe. La mitad de esto era el ingreso de Waqf.

## Deporte
Esta ciudad tiene dos clubs de deportes, Al-Ramtha SC, , un club de fútbol que es  también un miembro de la Liga Premier de Jordania, e Ittihad Al-Ramtha, otro club de fútbol que milita en la Primera división de Jordania 